# Ieyasu Tokugawa
Ieyasu Tokugawa (德川家康 Tokugawa Ieyasu?, n. 31 ianuarie 1543, Okazaki Castle⁠(d), Prefectura Aichi, Japonia – d. 1 iunie 1616, Sunpu Castle⁠(d), Prefectura Shizuoka, Japonia) a fost primul shogun din shogunatul Tokugawa.

## Primii ani
Născut în castelul Okazaki (în provincia Mikawa, astăzi în prefectura Aichi), cu numele de Tokechiyo Matsudaira (Matsudaira fiind numele de familie), a fost fiul lui Hirotada Matsudaira, un fel de mic hatman. Mama sa, care va fi cunoscută ulterior sub numele de Odai no Kata (1528-1602) a fost fiica unui conducător de oști dintr-o localitate din apropiere, Tadamasa Mizuno. În 1547, tatăl său care ceruse ajutorul lui Yoshimoto Imagawa împotriva lui Nobuhide Oda, l-a trimis pe fiul său împreună cu alți 50 de tineri samurai drept ostateci la Suruga, conform obiceiurilor vremii. În timpul călătoriei, un vasal al lui Hirotada, un anumit Norimitsu, a oprit alaiul și l-a predat pe micul Tokechiyo în mâinile lui Nobuhide, care l-a predat la rândul său familiei Katō din Atsuta (provincia Owari, actualmente în prefectura Aichi). Nobuhide i-a oferit pace lui Hirotada, dar cu niște condiții atât de aspre încât acesta a preferat să continue războiul, ceea ce a rezultat în încarcerarea lui Tokechiyo în templul Tennō-bō, unde a suferit mult, în ciuda devotamentului pe care l-a arătat față de el O Cha no Tsubome, nevastă de samurai care s-a ocupat de el cu mare grijă, și pe care o va răsplăti cu titlul sub care este cunoscută astăzi.
La vârsta de 12 ani va purta pentru prima dată tunica, iar doi ani mai târziu, în cadrul ceremoniei genbuku (atingerea majoratului), va primi numele de Motonobu. În 1558 se va căsători cu fiica lui Chikanaga Sekiguchi, un vasal al lui clanului Imagawa, primind la scurt timp după aceasta permisiunea de a se întoarce în propria provincie, unde își va schimba numele în Motoyasu. Cum tatăl său, Hirotada, a decedat în 1549, Motoyasu era acum șeful clanului, și după scurt timp de la revenirea la castelul Okazaki, începe pregătirile de război cu Nobunaga Oda, care amenința să atace provincia Mikawa. Reintrând în posesia celor două castele pierdute de tatăl său, Terabe și Hirose, precum și partea de vest a provonciei Mikawa, Motoyasu ocupă provincia Suruga (actualmente în prefectura Shizuoka). În 1561, Motoyasu abandonează alianța cu clanul Imagawa și se aliază în schimb cu Nobunaga Oda, fostul inamic.
Pentru a-și arăta independența totală față de clanul Imagawa, Motoyasu își schimbă numele în 1565 în Ieyasu, deoarece unul din cele două ideograme ale numelui 元安 (Motoyasu) îi fusese dată de Yoshimoto Imagawa.

## Mikawa no kami
În 1567 va primi numele de Mikawa no kami ("Conducătorul suprem al provinciei Mikawa"), iar ulterior a primit prin decret imperial permisiunea de a-și schimba numele de familie în Tokugawa, care era mai prestigios. Cam în aceată perioadă se aliază cu Shingen Takeda, conducătorul provinciei Kai, împotriva șefului clanului Imakawa, Ujizane. Acesta din urmă îi atacă, dar este învins, iar ca rezultat Shingen Takeda va primi provincia Suruga (pe care Ieyasu o pierduse între timp în favoarea clanului Imagawa) iar Ieyasu își ia provincia Tōtōmi. Alianța între acești doi șefi de clanuri va fi una foarte fragilă, rezultând chiar într-o luptă (1572, la Mikatagahara) în care Shingen Takeda îl învinge pe Ieyasu. Când Shingen va muri la scurt timp după aceasta, fiul acestuia, Katsuyori, preia șefia clanului. Luptele între clanurile Imagawa și Tokugawa, din 1575 la Nagashino, și 1581 la Takatenjin, se termină cu victoria lui Ieyasu, care va prelua provinciile clanului Takeda.
În 1579 Ieyasu este obligat să o omoare pe soție (care era dintr-o familie vasală a clanului Imagawa) și să-și oblige fiul cel mai mare, Nobuyasu, să comită seppuku drept dovadă a loialității față de Nobunaga Oda. Amândoi fuseseră suspectați de Nobunaga ca fiind complici ai clanului Takeda.
După asasinarea lui Nobunaga Oda în 1582, Ieyasu preia două noi provincii ale clanului Takeda (Kai și Shinano), făcându-l unul dintre cei mai puternici șefi de oști din regiune.

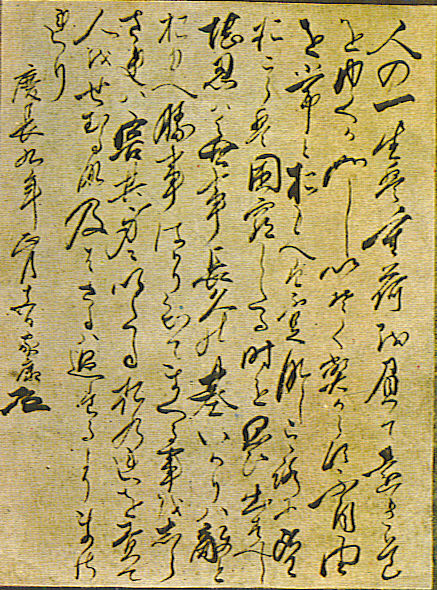
Precept scris de Ieyasu Tokugawa

Relațiile sale inițiale cu succesorul lui Nobunaga, Hideyoshi Toyotomi n-au fost dintre cele mai bune, Hideyoshi chiar atacând la un moment dat o fortăreață a lui Ieyasu de pe muntele Komaki (în 1584). Înțelegând reciproc că o relație fragilă este de preferat unui continuu război, cei doi se împacă, Ieyasu trimițându-i lui Toyotomi un fiu pentru a fi adoptat de acesta, iar Toyotomi îi va da lui Ieyasu propria soră (al cărei soț, când i s-a expus planul de către Toyotomi, comite seppuku pentru a nu fi în calea căsătoriei soției cu Ieyasu). În 1590, cei doi aliați îl atacă pe vestitul șef de clan din provincia Kantō, Ujimasa Hōjō, la Odawara, și câștigă bătălia. Ca rezultat, va fi nevoit să îi dea lui Toyotomi cele 5 provincii pe care le avea (inclusiv Mikawa), dar în schimb va primi 8 provincii din regiunea Kantō, făcându-l să aibă venituri de 2 557 000 koku de orez. Ca reședință își alege micul port Edo (provincia Musashi), unde construiește un castel pe ruinele unei fortărețe pe care o construise în sec. 15 Dōkan Ōta.

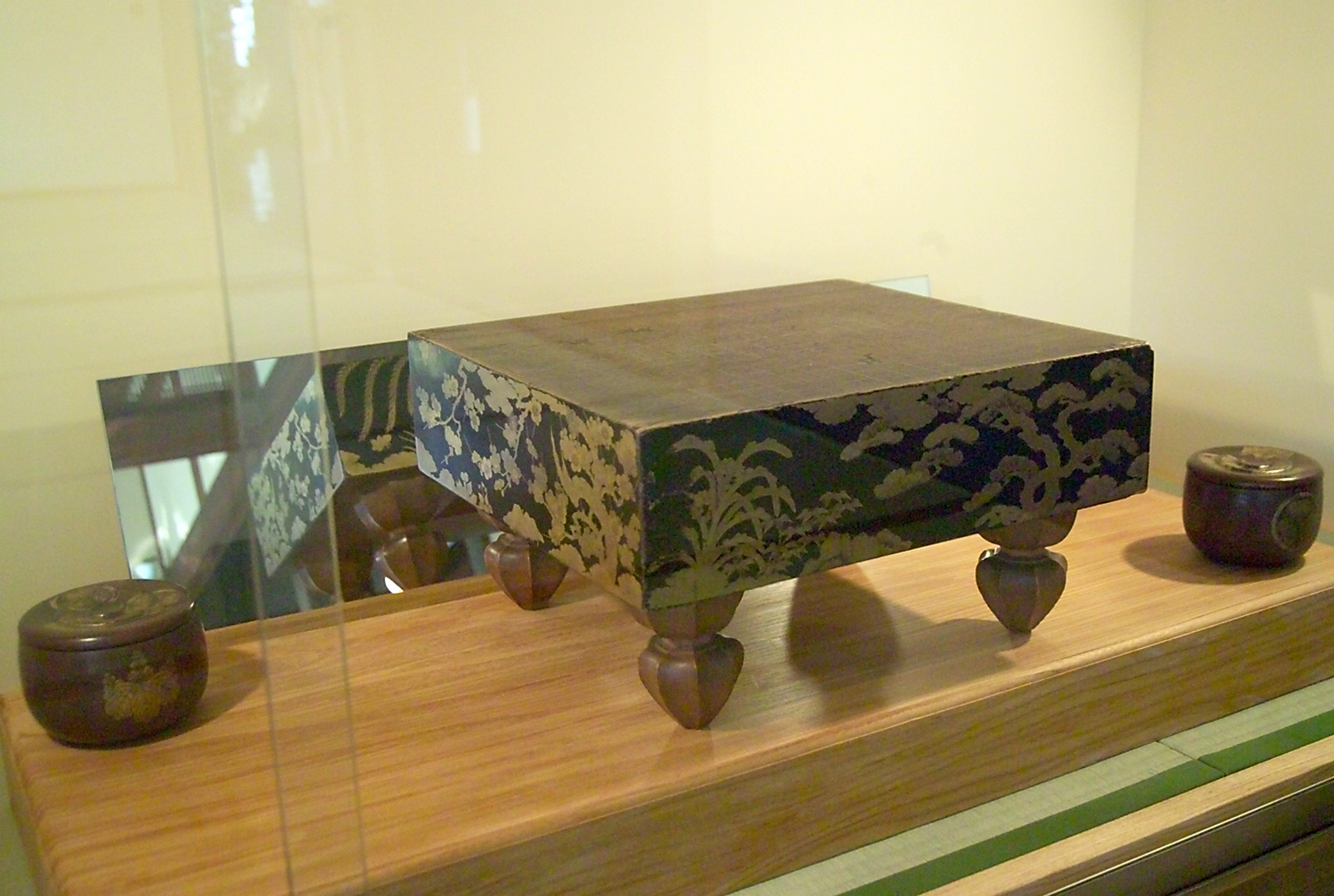
Tabla de go folosită de Ieyasu Tokugawa și Hideyoshi Toyotomi

Gâsind diferite pretexte, Ieyasu nu va participa la expedițiile lui Toyotomi în Coreea, expediții care îl vor consuma pe aceste din urmă până la sfârșitul vieții. Pe patul de moarte, în 1598, Toyotomi îi ordonă lui Ieyasu (pe care îl făcuse Go-Tairō, membru al Consiliului de stat creat de el) să aducă înapoi armata din Coreea, și îl face, împreună cu ceilalți generali, să jure loialitate fiului său (al lui Toyotomi), Hideyori. Dar doi ani mai târziu, Ieyasu își va încălca jurământul și va forma o alianță cu alți 4 generali. Mitsunari Ishida, unul din vasalii lui Toyotomi, bazându-se pe promisiunile de ajutor ale unor clanuri, îi declară război lui Ieyasu. Bătălia decisivă va avea loc la Sekigahara pe 21 octombrie 1600, și se termină cu o victorie clară a lui Ieyasu, care conduce o armată de 104 000 soldați. Ca rezultat, Ieyasu va avea acum puteri similare cu cele ale lui Toyotomi înainte de moarte, fiind practic șef peste toți daimyō-ii (domnitori feudali) din Japonia perioadei respective. Va controla și capitala Kyoto, și implicit activitatea împăratului.

## Shogun
În 1603 își ia titlul de Sei-i tai shōgun („generalisim suprem pentru subjugarea barbarilor”) cu acordul împăratului Go-Yōzei (1571-1617), ceea ce însemna că atât el cât și descendenții săi puteau vorbi în numele împăratului în probleme de importanță națională.

Blazonul familiei Tokugawa

În 1603 demisionează în favoarea fiului al treilea, Hidetada, și se mută la Sumpu (actualmente orașul Shizuoka), lucru ce nu l-a împiedecat să se amestece în problemele vremii, în special în relațiile cu celelalte clanuri. Pentru a preveni o concentrare de putere în jurul lui Hideyori, fiul lui Hideyoshi Toyotomi, atacă castelul Osaka de două ori, în 1614 și în 1615, cucerindu-l la a doua încercare și distrugând fortificațiile exterioare. Hideyori a preferat să comită seppuku, dar fiul său de 17 ani, Kunimatsu, a fost decapitat. Puterea clanului Tokugawa era acum supremă și garantată pentru o lungă perioadă de timp.
Înainte de moartea sa, Ieyasu a promulgat un „Regulament în 13 capitole pentru samurai” (numit Buke shohatto) și „Legile referitoare la Curtea imperială și la nobilime” (Kinchū narabi ni kuge shohatto), în 17 capitole.
Moare pe data de 1 iunie 1616. Înmormântat temporar la templul șintoist Kunō- zan Tōshōgū, lângă Shizuoka, rămășițele sale au fost mutate un an mai târziu la Nikkō, unde prin decret imperial a fost canonizat sub numele de Tōshō Daigongen.

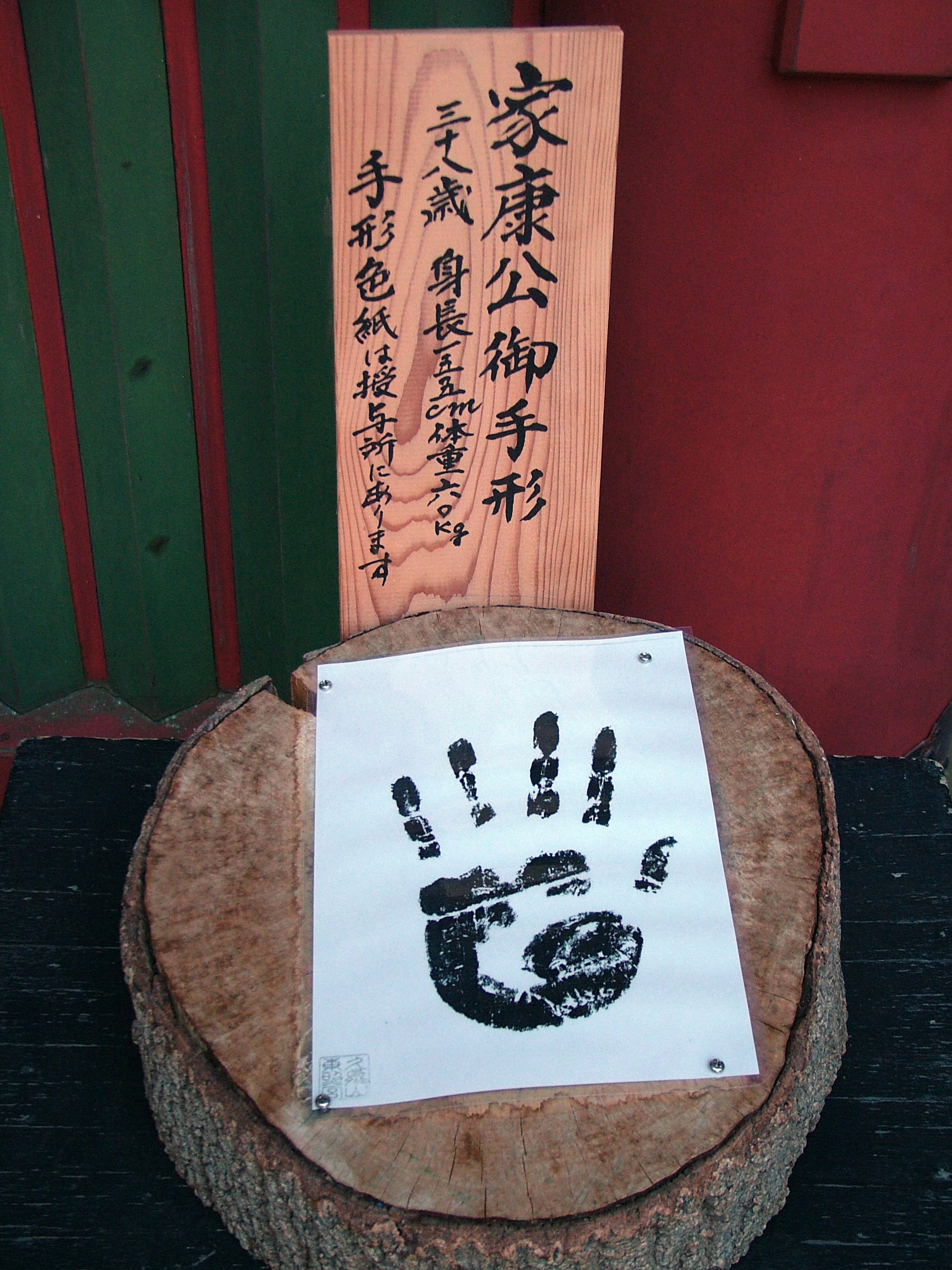
Imprimare a mâinii lui Ieyasu Tokugawa, la templul Kunō- zan Tōshōgū